# Lista över medlemmar i Iron Maiden

## Lista över musiker som varit medlemmar iIron Maidenunder olika tidsperioder
För huvudartikeln, se Iron Maiden
| Tidsperiod                     | Medlemmar |
| ------------------------------ | --- |
| December 1975 – ? 1976         | - Paul Day – sång - Dave Sullivan – gitarr - Terry Rance – gitarr - Steve Harris – basgitarr - Ron Matthews – trummor                               |
| ? 1976 – Juni 1976             | - Paul Day – sång - Dave Murray – gitarr - Terry Rance – gitarr - Steve Harris – basgitarr - Ron Matthews – trummor                                 |
| Juni 1976 – September 1977     | - Dennis Wilcock – sång - Dave Murray – gitarr - Bob Sawyer – gitarr - Steve Harris – basgitarr - Ron Matthews – trummor                            |
| September 1977                 | - Dennis Wilcock – sång - Terry Wapram – gitarr - Tony Moore – keyboard - Steve Harris – basgitarr - Barry Graham – trummor                         |
| September 1977 – December 1977 | - Dennis Wilcock – sång - Terry Wapram – gitarr - Steve Harris – basgitarr - Barry Graham – trummor                                                 |
| Mars 1977 – September 1977     | - Steve Harris – basgitarr - Dave Murray – gitarr - Doug Sampson – trummor                                                                          |
| September 1977 – Juli 1979     | - Paul Di'Anno – sång - Dave Murray – gitarr - Steve Harris – basgitarr - Doug Sampson – trummor                                                    |
| Juli 1979                      | - Paul Di'Anno – sång - Dave Murray – gitarr - Paul Todd – gitarr - Steve Harris – basgitarr - Doug Sampson – trummor                               |
| Juli 1979                      | - Paul Di'Anno – sång - Dave Murray – gitarr - Dave Mac – gitarr - Steve Harris – basgitarr - Doug Sampson – trummor                                |
| Augusti 1979                   | - Paul Di'Anno – sång - Dave Murray – gitarr - Paul Cairns – gitarr - Steve Harris – basgitarr - Doug Sampson – trummor                             |
| Augusti 1979                   | - Paul Di'Anno – sång - Dave Murray – gitarr - Tony Parsons – gitarr - Steve Harris – basgitarr - Doug Sampson – trummor                            |
| Augusti 1979 – November 1979   | - Paul Di'Anno – sång - Dave Murray – gitarr - Steve Harris – basgitarr - Doug Sampson – trummor                                                    |
| December 1979 – Oktober 1980   | - Paul Di'Anno – sång - Dave Murray – gitarr - Dennis Stratton – gitarr - Steve Harris – basgitarr - Clive Burr – trummor                           |
| Januari 1981 – November 1981   | - Paul Di'Anno – sång - Dave Murray – gitarr - Adrian Smith – gitarr - Steve Harris – basgitarr - Clive Burr – trummor                              |
| November 1981 – December 1982  | - Bruce Dickinson – sång - Dave Murray – gitarr - Adrian Smith – gitarr - Steve Harris – basgitarr - Clive Burr – trummor                           |
| December 1982 – Januari 1990   | - Bruce Dickinson – sång - Dave Murray – gitarr - Adrian Smith – gitarr - Steve Harris – basgitarr - Nicko McBrain – trummor                        |
| Januari 1990 – Januari 1994    | - Bruce Dickinson – sång - Dave Murray – gitarr - Janick Gers – gitarr - Steve Harris – basgitarr - Nicko McBrain – trummor                         |
| Januari 1994 – Februari 1999   | - Blaze Bayley – sång - Dave Murray – gitarr - Janick Gers – gitarr - Steve Harris – basgitarr - Nicko McBrain – trummor                            |
| Mars 1999 –                    | - Bruce Dickinson – sång - Dave Murray – gitarr - Adrian Smith – gitarr - Janick Gers – gitarr - Steve Harris – basgitarr - Nicko McBrain – trummor |
| Övriga medlemmar, 1990 –       | - Michael Kenney – keyboard [live] |

## Tidigare medlemmar i Iron Maiden
Under Iron Maidens tidigare dagar så skedde det många medlemsbyten. Eftersom personerna inte är tillräckligt kända för en egen artikel, eller om information helt enkelt saknas, så samlas artiklarna här.

## Sångare

### Paul Day
1975–1976
Paul Mario Day var originalsångaren i hårdrockbandet Iron Maiden mellan 1975 och 1976. Efter Iron Maiden så startade han ett band som hette More som spelade på Donington Monsters of Rock Festival under 1981. Även Iron Maiden spelade där, med Paul Di'Anno som sångare. Efter More sjöng han i ett band kallat Wildfire under 1983-1984. 1986 spelade han in ett livealbum på Marquee Club i London som sångare för bandet The Sweet. På Iron Maidens Early Days DVD så säger man att Paul Day sparkades från Maiden på grund av hans avsaknad av scenkarisma. Han ersattes av den kontroversielle sångaren Dennis Wilcock. Idag lever Paul i Australien, vilket han gjort sen 1986. Han sjunger med ett band från Newcastle, Australien, kallat "Gringos", Han anses fortfarande vara en stark sångare, inte minst bland fansen till bandet "Sweetdick", vilka han turnerade med under 1985, 1986 and 1988.

### Dennis Wilcock
1976–1977
Dennis Wilcock är Iron Maidens andra sångare och sjöng i bandet mellan åren 1976 och 1977. Han lyckades få Steve Harris att sparka hela övriga bandet på osäkra grunder och sedan tillsätta nya medlemmar som till exempel en keyboardist. Steve Harris trodde det var svårare att hitta en ny sångare än nya gitarrister så han gick med på kraven. Till slut sparkade han ändå Dennis Wilcock och samlade ett sådant band som han själv ville. Dennis Wilcock ersattes av Paul Di'Anno. Dennis Wilcock var en stor KISS-fantast som använde eld, smink och låtsasblod på scen.

### Paul Di'Anno
1978–1981
Se även artikeln Paul Di'Anno.
Paul Di'Anno var den tredje sångaren i Iron Maiden, och det var med honom som frontman som bandet slog igenom.

### Blaze Bayley
1994–1999
Se även artikeln Blaze Bayley.

## Gitarrister

### Dave Sullivan
1975–1976
Dave Sullivan, brittisk musiker och gitarrist. Han var den förste som spelade gitarr tillsammans med Terry Rance i heavy metalgruppen Iron Maiden i ungefär ett år, 1975 till julen 1976. Han slutade i gruppen efter att bandets grundare Steve Harris ville ta in en tredje gitarrist: Dave Murray. Han och Rance ville inte detta eftersom det var mycket ovanligt och då båda beslutade sig för att lämna gruppen. Det berodde även delvis så att de hade bra jobb och inte ville lägga ner alltför mycket tid på bandet vilket resten av medlemmarna ville göra. Steve Harris sa att "familj, vänner och jobb kommer efter Iron Maiden". Sullivan ångrade i flera år efteråt att han slutat i Iron Maiden då han såg den framgång de fick. Han fortsatte även spela gitarr med Terry Rance efteråt mest på skoj, och skrev egna låtar, vilket de fortfarande gör idag. Sullivan arbetar idag som industridesigner inom oljebranschen. Steve Harris har fortfarande kontakt med Dave Sullivan.
Dave Sullivan är bror till ishockeyspelaren Steve Sullivan.

### Terry Rance
1975–1976
Terry Rance, brittisk gitarrist, spelade gitarr i Iron Maiden från 1975–1976. Han och Dave Sullivan lämnade bandet av samma orsak, de ville inte ta in en tredje gitarrist.

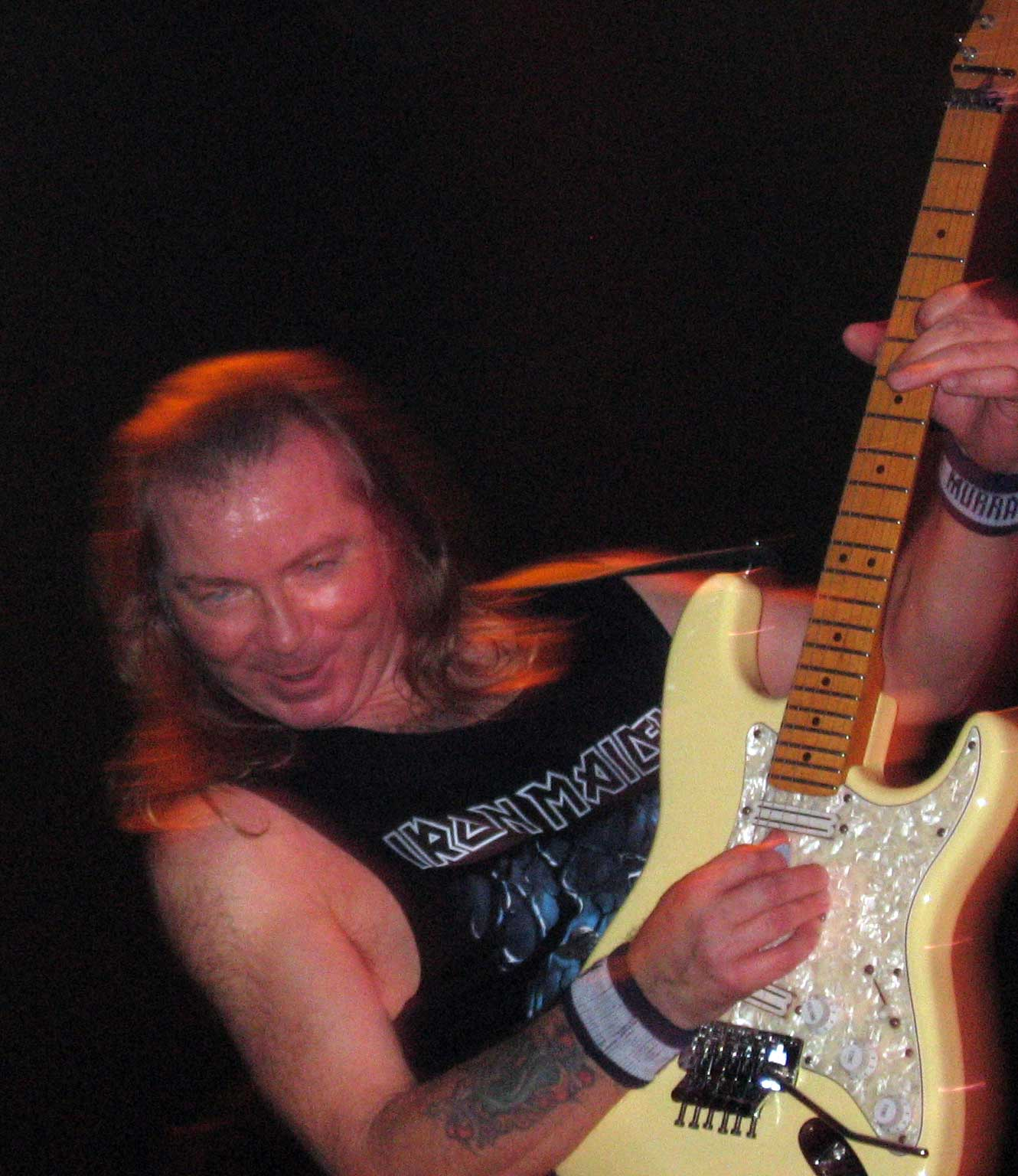
Dave Murray har varit medlem i Iron Maiden sedan 1976

### Dave Murray
1976–1977, 1978–
Se även artikeln Dave Murray.
Dave Murray har varit med i Maiden ända sedan början, förutom ett kort avhopp 1977. Bandet har haft problem med att hitta en passande kompgitarist till honom, och därav de många gitarristerna som har framträtt i bandet.

### Bob Sawyer
1976–1977
Bob Sawyer, Bob Robert Sawyer, spelade gitarr i Iron Maiden under 1976. Han gick under artistnamnet Rob Angelo. Han spelade tillsammans med Praying Mantis ett tag och i Weapon 1981. När han slutade där fortsatte han till The Rauch & Roll Band och sedan vidare till bandet High Roller.

### Terry Wapram
1977
Terry Wapram var den brittiske gitarrist som ersatte Dave Murray under hans korta frånvaro i bandet. Terry Wapram medverkade på den Iron Maiden-spelning då en keyboardist fanns med i bandet. Han lämnade senare bandet tillsammans med Dennis Wilcock och de bildade ett nytt band, kallat V1.

### Paul Cairns
1978
Paul Cairns var medlem i Iron Maiden under en kort tid i slutet på 1970-talet. Iron Maiden sökte efter en kompgitarrist till Dave Murray, och testade under en lång period flera olika gitarrister. Paul var med i bandet i tre månader.

### Tony Parsons
1979
Tony Parsons är troligen den minst kända medlemmen i Maiden som har släppt något tillsammans med bandet. Han medverkade tillsammans med bandet på radioshowen Friday Rock Show Session som kan återfinnas på samlingsalbumet BBC Archives. Han fick dock lämna bandet då han inte ansågs ha samma ambitioner som de andra medlemmarna.

### Dennis Stratton
1980
Se artikeln Dennis Stratton.
Dennis Stratton var den slutgiltiga gitarristen som bandet till slut valde att spela in sitt första album med. Han ersattes senare av Adrian Smith.

## Trummisar

### Ron Matthews
1975–1977
Ron Matthews (även kallad Ron Rebel), engelsk musiker och trummis, var Iron Maidens originaltrummis och var med i bandet mellan åren 1975 och 1977. Han var den andra medlemmen i Iron Maiden, då han var den första som Steve Harris rekryterade till bandet. Han medverkade senare i banden Bernie Torme och Mc Coy, och släppte skivor med båda banden.

### Thunderstick
1977
Se artikeln Barry Graham.
Barry Graham, eller Thunderstick, som han är mer känd som, var medlem i Iron Maiden under några få veckor och var bara med på fem gig.

### Doug Sampson
1977–1979
Se även artikeln Doug Sampson
Doug Sampson var medlem i bandet när de skrev skivkontrakt, men ersattes bara några veckor senare av Clive Burr. Doug Sampson spelade i bandet mellan 1977 och 1979, och han var även medlem Iron Maidens föregångare Smiler.

### Clive Burr
1978–1982
Se även artikeln Clive Burr.
Clive Burr var den fjärde trummisen i Iron Maiden, och det var med honom som trummis som bandet slog igenom.

## Keyboardister

### Tony Moore
1977
Se även artikeln Tony Moore.
Det första bandet han var med i var (det då okända) Iron Maiden, där spelade han keyboard. Han anlitades av Dennis Wilcock, dåvarande sångare i Iron Maiden, som ville att bandet skulle gå åt mer showiga hållet. Han var endast med i bandet under våren 1977. Slutligen fick han sluta då Steve Harris ansåg att det var onödigt med en keyboard i deras musikstil.

### Michael Kenney
1988–1999 (Från och med Brave New World så spelar han bara live, på skiva så spelar Steve Harris numera Keyboard)
Michael Kenney spelar keyboard för det engelska bandet Iron Maiden. Han är även Steve Harris bastekniker. Sedan Brave New World så har Steve Harris spelat keyboard vid studioinspelningar. Michael Kenny spelar sen dess endast keyboard vid livespelningar, och man kan höra honom på bland annat Rock in Rio och Death on the Road.